# Bohren & der Club of Gore
Bohren & der Club of Gore wurden 1988 in Mülheim an der Ruhr ursprünglich als Heavy-Metal- bzw. Hardcore-Band gegründet, inzwischen spielt sie jedoch einen Dark Jazz genannten Crossover aus Jazz, Doom-Metal und Ambient.

## Geschichte
Gründungsmitglieder der Band, die ursprünglich nur Bohren hieß, waren 1988 Thorsten Benning, Morten Gass, Robin Rodenberg und Reiner Henseleit. Letzterer verließ die Band im Jahr 1996 und wurde im darauffolgenden Jahr durch Christoph Clöser ersetzt. Als Huldigung an die niederländische Gruppe Gore wurde der Name 1993 um „& der Club of Gore“ erweitert, da diese sie dazu angeregt hatte, Instrumentalmusik zu spielen.
In den ersten Jahren spielten die Musiker Metal und Hardcore in verschiedenen Variationen, im Jahre 1992 erfolgte dann ein Stilwechsel, der für die Band von großer Bedeutung war: Fortan produzieren sie eine einzigartige Mischung aus Jazz, Doom Metal und Ambient, mit der sie bekannt wurden.
Ende 2015 verließ Schlagzeuger Thorsten Benning die Band. Die verbliebenen Mitglieder arbeiten seitdem als Trio weiter.

## Stil
Als Instrumente kommen E-Bass beziehungsweise Kontrabass, Tenorsaxophon, Klavier, Rhodes-Piano oder Vibraphon und mit Besen gespieltes Schlagzeug zum Einsatz. Die überwiegend instrumentalen Stücke sind geprägt durch abwechslungsarme, minimalistische Langsamkeit und meditative, sphärische Stimmungen. Auf ihrer Website beschreibt die Band ihren Stil als „doom ridden jazz music“. Spätestens auf der 1997 erschienenen Doppel-CD Midnight Radio waren alle Metal-Anklänge aus der Musik verschwunden. Geblieben ist die getragene, oftmals düstere Atmosphäre, die ihnen auch von verschiedener Seite die Genre-Bezeichnung „Horror-Jazz“ einbrachte. Oder mehr beschreibend: „Musik an der Grenze zum Stillstand“. Selbstironisch und in Bezug auf den zum Slogan gewordenen Manowar-Liedtext „Other bands play, Manowar kill“ sagte Morten Gass 2003 über die Band: „Other bands play, Bohren bore!“ Für den Kulturspiegel waren die langen Stücke „karg-düstere Klanglandschaften“. Die tageszeitung beschrieb sie als „bedrohlich und trostlos“ und „finstere Langsamkeit“ und nannte als filmische Pendants David Lynch und John Carpenter. Morten Gass tendiert jedoch eindeutig zu den älteren Horrorfilmen von George Romero und Dario Argento. Der Meinung, die zähe Einfachheit der Musik würde auch einfach zu erzeugen sein, tritt Christoph Clöser entgegen: „Wenn man so wenig spielt, ist jeder Ton wichtig. Der Entscheidungsprozess kriegt eine ganz andere Bedeutung. Man arbeitet da unheimlich am Detail. Das Arbeiten an den Stücken ist wirklich körperlich anstrengend.“

## Live-Präsentation
Die Bühne ist „verfinstert“ oder liegt zumindest „im Halbdunkel“ bei „schummriger Beleuchtung“ durch „ein paar winzige Halogenpunktstrahler“, deren Aufleuchten dem Takt folgt. In „stilsichere Anzüge gekleidet“ kommentieren die Musiker düster-flüsternd ihre Instrumentalwerke, um danach ihren erzeugten Tönen „hinterherzuhorchen“. Dabei spielt sich niemand in den Vordergrund, kein Frontmann-Gehabe, keine Solo-Eskapade soll die ganzheitliche Wirkung des Akustikgebildes trüben.

## Diskografie
- 1992: Langspielkassette (Demo, Selbstverlag)
- 1993: Luder, Samba und Tavernen (Demo, Selbstverlag)
- 1994: Bohren & der Club of Gore (Single, Burt Reynolds Moustache Records)
- 1994: Schwarzer Sabbat für Dean Martin (Split-Single mit Wald, Epistrophy)
- 1994: Gore Motel (Album,  Epistrophy/Ipecac Recordings)
- 1995: Midnight Radio (Album,  Epistrophy)
- 2000: Sunset Mission (Album, Wonder Records)
- 2002: Black Earth (Album, Wonder Records)
- 2005: Geisterfaust (Album, Wonder Records)
- 2008: Dolores (Album, PIAS Recordings)
- 2010: Mitleid Lady (Single, begrenzte Auflage, Latitudes Records)
- 2011: Beileid (EP mit Mike Patton, PIAS Recordings)
- 2014: Piano Nights (Album, PIAS Recordings)
- 2016: Bohren for Beginners (Kompilation, PIAS Recordings)
- 2020: Patchouli Blue (Album, PIAS Recordings)